# Dalophia pistillum
Espèce
Synonymes
- Monopeltis pistillum Boettger, 1895
- Monopeltis granti Boulenger, 1907
- Monopeltis colobura Boulenger, 1910
- Monopeltis jallae Peracca, 1910
- Monopeltis granti transvaalensis FitzSimons, 1933
- Monopeltis mossambica Cott, 1934
- Monopeltis granti kuanyamarum Monard, 1937

Dalophia pistillum est une espèce d'amphisbènes de la famille des Amphisbaenidae.

## Répartition
Cette espèce se rencontre :
- au nord du Zimbabwe ;
- en Angola ;
- en Namibie ;
- en Afrique du Sud ;
- au Botswana ;
- au Mozambique.

## Publication originale
- (de) Boettger, 1895 : Zwei neue Reptilien vom Zambesi. Zoologische Anzeiger, vol. 18, p. 62-63 (texte intégral).